# Zodariidae
Los zodáridos o zodaríidos (Zodariidae) son una pequeña familia de pequeñas arañas araneomorfas que se mueven rápidamente. Se piensa que estas arañas se alimentan únicamente de hormigas. La hembra coloca su ooteca, la cual está cubierta de seda a la que se le pegan restos de vegetales, colgando de un pequeño rabillo. En Europa podemos encontrar un gran número de especies de esta familia.

## Subfamilias y géneros
Cydrelinae 
Simon, 1893
- Aschema Jocqué, 1991
- Caesetius Simon, 1893
- Capheris Simon, 1893
- Cydrela Thorell, 1873
- Eocydrele Petrunkevitch, 1958 † (fósil)
- Procydrela Jocqué, 1999
- Psammoduon Jocqué, 1991
- Psammorygma Jocqué, 1991
- Rotundrela Jocqué, 1999

Cyriocteinae
Jocqué, 1991
- Cyrioctea Simon, 1889

Lachesaninae
Jocqué, 1991
- Antillorena Jocqué, 1991
- Australutica Jocqué, 1995
- Lachesana Strand, 1932
- Lutica Marx, 1891

Sterenomorphinae 
Simon, 1893
- Chariobas Simon, 1893
- Cicynethus Simon, 1910
- Madrela Jocqué, 1991
- Storenomorpha Simon, 1884
- Thaumastochilus Simon, 1897

Storeninae 
Simon, 1893
- Amphiledorus Jocqué & Bosmans, 2001
- Asceua Thorell, 1887
- Asteron Jocqué, 1991
- Basasteron Baehr, 2003
- Cavasteron Baehr & Jocqué, 2000
- Chilumena Jocqué, 1995
- Cybaeodamus Mello-Leitão, 1938
- Euasteron Baehr, 2003
- Forsterella Jocqué, 1991
- Habronestes L. Koch, 1872
- Hermippus Simon, 1893
- Hetaerica Rainbow, 1916
- Ishania Chamberlin, 1925
- Leprolochus Simon, 1893
- Leptasteron Baehr & Jocqué, 2001
- Mallinella Strand, 1906
- Minasteron Baehr & Jocqué, 2000
- Neostorena Rainbow, 1914
- Nostera Jocqué, 1991
- Pax Levy, 1990
- Pentasteron Baehr & Jocqué, 2001
- Phenasteron Baehr & Jocqué, 2001
- Platnickia Jocqué, 1991
- Pseudasteron Jocqué & Baehr, 2001
- Selamia Simon, 1873
- Spinasteron Baehr, 2003
- Storena Walckenaer, 1805
- Storosa Jocqué, 1991
- Subasteron Baehr & Jocqué, 2001
- Tenedos O. P.-Cambridge, 1897
- Tropasteron Baehr, 2003
- Zillimata Jocqué, 1995

Zodariinae
Thorell, 1881
- Akyttara Jocqué, 1987
- Diores Simon, 1893
- Dusmadiores Jocqué, 1987
- Heradida Simon, 1893
- Mallinus Simon, 1893
- Mastidiores Jocqué, 1987
- Microdiores Jocqué, 1987
- Palaestina O. P.-Cambridge, 1872
- Palfuria Simon, 1910
- Ranops Jocqué, 1991
- Suffasia Jocqué, 1991
- Trygetus Simon, 1882
- Zodarion Walckenaer, 1826

Incertae sedis
- Acanthinozodium Denis, 1966
- Adjutor Petrunkevitch, 1942 † (fósil)
- Admissor Petrunkevitch, 1942 † (fósil)
- Anniculus Petrunkevitch, 1942 † (fósil)
- Colima Jocqué & Baert, 2006
- Epicratinus Jocqué & Baert, 2006
- Euryeidon Dankittipakul & Jocqué, 2004
- Heradion Dankittipakul & Jocqué, 2004
- Holasteron Baehr, 2004
- Masasteron Baehr, 2004
- Notasteron Baehr, 2005
- Tropizodium Jocqué & Churchill, 2005
- Zodariellum Andreeva & Tyschchenko, 1968